# Heal the World
Heal the World is een nummer van Michael Jackson, afkomstig van zijn album Dangerous. In de videoclip komen kinderen uit arme landen aan de orde.
Tijdens een chatsessie met fans op internet in 2001 zei Michael Jackson dat Heal The World het nummer is waarop hij het meest trots is. Na het nummer heeft hij ook de Heal The World Foundation opgericht, een goed doel om de levens van kinderen uit arme landen te verbeteren en ze te leren hoe ze de wereld om hen heen kunnen verbeteren. In de documentaire Living with Michael Jackson zegt de zanger dat hij het nummer heeft gemaakt in zijn “giving tree” op zijn Neverland Ranch.

## Lijst van nummers
Cd-single (1)
1. "Heal the World" (7" edit) – 4:31
2. "Heal the World" (albumversie) – 6:25
3. "She Drives Me Wild" – 3:41
4. "Man in the Mirror" – 4:55

Cd-single (2)
1. "Heal the World" (7" edit)
2. "Heal the World" (7" edit with intro)
3. "Heal the World" (albumversie)
4. "She Drives Me Wild"

## Hitnotering
| "Heal the World" in de Nederlandse Top 40 - binnen: 14-11-1992 | "Heal the World" in de Nederlandse Top 40 - binnen: 14-11-1992 | "Heal the World" in de Nederlandse Top 40 - binnen: 14-11-1992 | "Heal the World" in de Nederlandse Top 40 - binnen: 14-11-1992 | "Heal the World" in de Nederlandse Top 40 - binnen: 14-11-1992 | "Heal the World" in de Nederlandse Top 40 - binnen: 14-11-1992 | "Heal the World" in de Nederlandse Top 40 - binnen: 14-11-1992 | "Heal the World" in de Nederlandse Top 40 - binnen: 14-11-1992 | "Heal the World" in de Nederlandse Top 40 - binnen: 14-11-1992 | "Heal the World" in de Nederlandse Top 40 - binnen: 14-11-1992 | "Heal the World" in de Nederlandse Top 40 - binnen: 14-11-1992 | "Heal the World" in de Nederlandse Top 40 - binnen: 14-11-1992 | "Heal the World" in de Nederlandse Top 40 - binnen: 14-11-1992 | "Heal the World" in de Nederlandse Top 40 - binnen: 14-11-1992 |
| Week                                                           | 1                                                              | 2                                                              | 3                                                              | 4                                                              | 5                                                              | 6                                                              | 7                                                              | 8                                                              | 9                                                              | 10                                                             | 11                                                             | 12                                                             |                                                                |
| -------------------------------------------------------------- | -------------------------------------------------------------- | -------------------------------------------------------------- | -------------------------------------------------------------- | -------------------------------------------------------------- | -------------------------------------------------------------- | -------------------------------------------------------------- | -------------------------------------------------------------- | -------------------------------------------------------------- | -------------------------------------------------------------- | -------------------------------------------------------------- | -------------------------------------------------------------- | -------------------------------------------------------------- | -------------------------------------------------------------- |
| Nummer                                                         | 35                                                             | 21                                                             | 18                                                             | 15                                                             | 10                                                             | 8                                                              | 6                                                              | 6                                                              | 12                                                             | 18                                                             | 21                                                             | 32                                                             | uit                                                            |

| "Heal the World" in de Nederlandse Single Top 100 binnen: 14-11-1992 | "Heal the World" in de Nederlandse Single Top 100 binnen: 14-11-1992 | "Heal the World" in de Nederlandse Single Top 100 binnen: 14-11-1992 | "Heal the World" in de Nederlandse Single Top 100 binnen: 14-11-1992 | "Heal the World" in de Nederlandse Single Top 100 binnen: 14-11-1992 | "Heal the World" in de Nederlandse Single Top 100 binnen: 14-11-1992 | "Heal the World" in de Nederlandse Single Top 100 binnen: 14-11-1992 | "Heal the World" in de Nederlandse Single Top 100 binnen: 14-11-1992 | "Heal the World" in de Nederlandse Single Top 100 binnen: 14-11-1992 | "Heal the World" in de Nederlandse Single Top 100 binnen: 14-11-1992 | "Heal the World" in de Nederlandse Single Top 100 binnen: 14-11-1992 | "Heal the World" in de Nederlandse Single Top 100 binnen: 14-11-1992 | "Heal the World" in de Nederlandse Single Top 100 binnen: 14-11-1992 | "Heal the World" in de Nederlandse Single Top 100 binnen: 14-11-1992 | binnen: 27-05-2006 | binnen: 27-05-2006 | binnen: 27-05-2006 | binnen: 04-07-2009 | binnen: 04-07-2009 | binnen: 04-07-2009 | binnen: 04-07-2009 | binnen: 04-07-2009 | binnen: 04-07-2009 |
| Week                                                                 | 1                                                                    | 2                                                                    | 3                                                                    | 4                                                                    | 5                                                                    | 6                                                                    | 7                                                                    | 8                                                                    | 9                                                                    | 10                                                                   | 11                                                                   | 12                                                                   |                                                                      | 13                 | 14                 |                    | 15                 | 16                 | 17                 | 18                 | 19                 |                    |
| -------------------------------------------------------------------- | -------------------------------------------------------------------- | -------------------------------------------------------------------- | -------------------------------------------------------------------- | -------------------------------------------------------------------- | -------------------------------------------------------------------- | -------------------------------------------------------------------- | -------------------------------------------------------------------- | -------------------------------------------------------------------- | -------------------------------------------------------------------- | -------------------------------------------------------------------- | -------------------------------------------------------------------- | -------------------------------------------------------------------- | -------------------------------------------------------------------- | ------------------ | ------------------ | ------------------ | ------------------ | ------------------ | ------------------ | ------------------ | ------------------ | ------------------ |
| Nummer                                                               | 73                                                                   | 36                                                                   | 27                                                                   | 16                                                                   | 11                                                                   | 8                                                                    | 6                                                                    | 5                                                                    | 4                                                                    | 5                                                                    | 14                                                                   | 25                                                                   | uit                                                                  | 40                 | 84                 | uit                | 46                 | 16                 | 18                 | 75                 | 91                 | uit                |

### NPO Radio 2 Top 2000
| Nummer met noteringen in de NPO Radio 2 Top 2000 | '99 | '00 | '01 | '02 | '03 | '04 | '05  | '06  | '07  | '08  | '09 | '10 | '11 | '12 | '13 | '14 | '15 | '16 | '17 | '18 | '19 | '20 | '21 | '22 | '23 | '24 |
| ------------------------------------------------ | --- | --- | --- | --- | --- | --- | ---- | ---- | ---- | ---- | --- | --- | --- | --- | --- | --- | --- | --- | --- | --- | --- | --- | --- | --- | --- | --- |
| Heal the World                                   | 365 | 551 | 535 | 963 | 777 | 989 | 1116 | 1169 | 1634 | 1115 | 250 | 536 | 674 | 689 | 729 | 790 | 478 | 847 | 821 | 603 | 923 | 631 | 692 | 911 | 861 | 682 |

1. ↑  Een vetgedrukt getal geeft de hoogste notering aan.

- MusicBrainz work: ae4a061e-00ff-3726-8397-329c058053d3